# Ајзоне
Ајзоне (итал. Aisone) је насеље у Италији у округу Кунео, региону Пијемонт.
Према процени из 2011. у насељу је живело 222 становника. Насеље се налази на надморској висини од 854 м.

## Становништво
Према резултатима пописа становништва 2011. у општини је живело 254 становника.
| 1931. | 1936. | 1951. | 1961. | 1971. | 1981. | 1991. | 2001. | 2011. |
| ----- | ----- | ----- | ----- | ----- | ----- | ----- | ----- | ----- |
| 842   | 612   | 564   | 480   | 383   | 326   | 309   | 257   | 254   |